# Convenção de Marsa

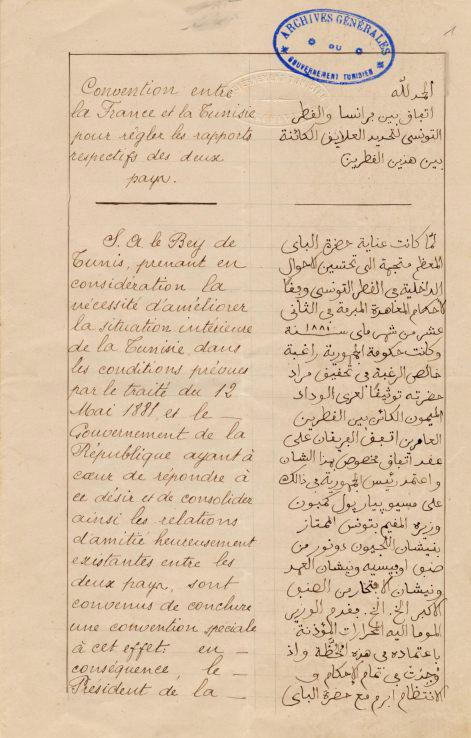
Primeira página da convenção

A Convenção de Marsa (em francês: Conventions de la Marsa; em árabe: اتفاقية المرسى) são tratados complementares ao Tratado de Bardo assinados entre o Bei de Tunes e o governo da França, em 8 de junho de 1883 na cidade de La Marsa, Tunísia.
O objetivo da convenção era possibilitar para o Governo francês a gestão do tunisiano através Protetorado Francês da Tunísia.

## Texto da Convenção
- Artigo 1º - A fim de facilitar ao governo francês o cumprimento de seu protetorado, Sua Alteza o Bei de Tunis se compromete em executar a reforma administrativa, judicial e financeira. que o governo francês considera fundamental.[3]

- Artigo 2º - O governo francês irá conceder um empréstimo que Sua Alteza o Bei de Tunes vai usar para o pagamento da dívida consolidada no montante de soma de 120 milhões de francos e dívida flutuante de no máximo 17,55 milhões de francos. Sua Alteza o Bei de Tunes se compromete a não contrair qualquer dívida no futuro em nome do Regência.

- Artigo 3º - Sobre as receitas da Regência, Sua Alteza o Bei de Tunes irá reservar:
  - 1 - os montantes necessários para o pagamento da dívida garantida pela França;
  - 2 - a soma de 1,2 milhões de francos, como o montante da lista civil, e a receita excedente será utilizada para pagamento das despesas administrativas da Regência e reembolso de despesas do Protetorado.

- Artigo 4º - Esta disposição confirma e completa, se necessário, o Tratado de 12 de maio de 1881. Ela não altera as disposições atualmente em vigor sobre a regulamentação da contribuição de guerra.